# Park Nam-su
Park Nam-su (en coréen : 박남수), né le 3 mai 1918 à Pyongyang dans la province du Pyongan du Sud et mort le 17 septembre 1994, est un poète sud-coréen.

## Biographie
Bak Nam-su est né le 3 mai 1918 à Pyongyang dans la province de Pyongan du Sud en Corée, alors que le pays est occupé par les Japonais. Il est diplômé de l'université Chūō à Tokyo en 1941, après avoir obtenu son diplôme d'études secondaires à l'école secondaire technique Soong-in de Pyongyang. Il a également travaillé pour la Banque Coloniale de Corée à Pyongyang alors qu'il avait déjà commencé sa carrière d'écrivain. Il est né dans la région qui allait devenir la Corée du Nord, et a émigré vers le Sud en 1951, et plus tard aux États-Unis en 1973. 
En 1994, il remporte le prix Gongcho pour Colorants de rêve (Kkumui mulgam).
Il est décédé le 17 septembre 1994.

## Œuvre
L'Institut coréen de traduction littéraire (LTI of Korea) résume les contributions de Park Nam-su à la littérature coréenne de cette manière :

« Bak Nam-su est un pionnier de la poésie qui célèbre et explore la réalité ordinaire. Du milieu jusqu'à la fin des années 1930, il a rejeté le naturalisme et le lyrisme de ses contemporains et préféré inscrire son art dans l'exploration de la dure réalité quotidienne et dans les expériences humaines communes. Sa poésie d'après-guerre, comme Croquis de mouettes (Galmaegi somyo), dépeint les ravages que la guerre a semés sur la vie des citoyens ordinaires, en particulier les difficultés permanentes que rencontrent les réfugiés coréens. Les poèmes de ce recueil décrivent un voyage de découverte du moi ; une compréhension plus complexe et plus profonde de la psyché est obtenue par la sensibilité aiguë des mots de cette poésie. Dans les années 1960, il s'éloigne de plus en plus du réalisme pour développer une vision plus abstraite de la réalité. La quête de Bak Nam-su pendant cette période visait à établir une essence concrète et universelle de l'humanité à travers l'exploration du monde matériel et le regard critique qu'il porte sur celui-ci. L'image de l'oiseau, un symbole qui a fasciné le poète dès ses premiers recueils, lui sert de vecteur pour trouver le sens de l'existence. Il a été célébré par la critique tant pour sa capacité à harmoniser adroitement l'esthétique et la profondeur, que pour son habileté dans la représentation de l'équilibre délicat entre les concepts et la perception. »

— Institut coréen de traduction littéraire